# إسماعيل بترا
سلطان إسماعيل بترا (بالإنجليزية: Ismail Petra of Kelantan) بن سلطان يحيى بترا (من مواليد 11 نوفمبر 1949) هو سلطان كلنتن السابق، ماليزيا من 30 مارس 1979 حتى 13 سبتمبر 2010. والده هو سلطان يحيى بترا ووالدته تنكو زينب. وأصبح زوجة الآن معروفًا باسم جلالة ملك تنغكو أنيس بينتي تينغكو عبد الحميد. وقد خلفه ابنه تينغكو محمد فارس بترا، سلطان محمد الخامس. توفي في كوتا بهارو في 28 سبتمبر 2019